# بریجیت روآن
بریجیت روآن (به انگلیسی: Brigitte Roüan) (زاده ۲۸ سپتامبر ۱۹۴۶) کارگردان، نمایش‌نامه‌نویس، بازیگر فرانسوی است.
از فیلم‌های معروف او می‌توان به فیلم‌های اُلیویه، اُلیویه، مؤسسه زیبایی ونوس، یکی و دیگری و بخت زندگی‌ام اشاره کرد.